# Maharajpur
Maharajpur é uma cidade e uma nagar panchayat no distrito de Chhatarpur, no estado indiano de Madhya Pradesh.

## Geografia
Maharajpur está localizada a 22° 36′ N, 80° 22′ L. Tem uma altitude média de 452 metros (1482 pés).

## Demografia
Segundo o censo de 2001,  Maharajpur  tinha uma população de 21 532 habitantes. Os indivíduos do sexo masculino constituem 53% da população e os do sexo feminino 47%. Maharajpur tem uma taxa de literacia de 53%, inferior à média nacional de 59,5%: a literacia no sexo masculino é de 63% e no sexo feminino é de 43%. Em Maharajpur, 16% da população está abaixo dos 6 anos de idade.